# United States Army Pictorial Service
Der United States Army Pictorial Service gehörte zum United States Army Signal Corps und wurde 1942 als Army Pictorial Division gegründet. Die Umbenennung erfolgte 1943. Hauptsächliches Aufgabengebiet war die Produktion von Trainingsfilmen für die Soldatenausbildung. Der Army Pictorial Service agierte dabei als Produzent. 1942 wurden hierfür die New Yorker Kaufman Astoria Studios übernommen. Im Fiskaljahr 1942/1943 entstanden rund 150 Filme, darunter die bekannte Serie Why We Fight. Eine weitere Aufgabe war die Dokumentation der Aktivitäten des US-amerikanischen Militärs auf Filmen und Fotos. Während des Zweiten Weltkriegs entstand mit dem Pictorial Service Laboratory eine Außenstelle in London. Für den Dokumentarfilm Report from the Aleutians war der Service bei der Oscarverleihung 1944 für den Oscar nominiert. Von 1951 bis 1964 entstand unter der Regie des Pictorial Service die Fernsehreihe The Big Picture, deren Ausstrahlung bis 1971 erfolgte. Im selben Jahr wurde die Filmproduktion von Seiten der US Army aufgegeben.